# Paita
Paita (früher: San Francisco de la Buena Esperanza) ist eine Hafenstadt am Pazifischen Ozean im Nordwesten von Peru. Die Stadt liegt im gleichnamigen Distrikt Paita und in der gleichnamigen Provinz Paita der Region Piura. Paita liegt 640 km nordwestlich der Landeshauptstadt Lima und 75 km westnordwestlich der Regionshauptstadt Piura.

## Lage
Die Hafenstadt Paita liegt auf einer Halbinsel an der Bucht von Paita, südlich der Mündung des Río Chira. Sie ist durch die Landzunge Punta Paita mit dem Höhenzug Silla de Paita vor dem Südwind geschützt.
90 km südlich von Paita liegt das regionale Zentrum Piura und 160 km im Süden Chiclayo, das Handelszentrum der Region Lambayeque.

## Bevölkerung
Beim Zensus 2017 betrug die Einwohnerzahl von Paita 81.163, 10 Jahre zuvor lag diese bei 66.548.

## Geschichte

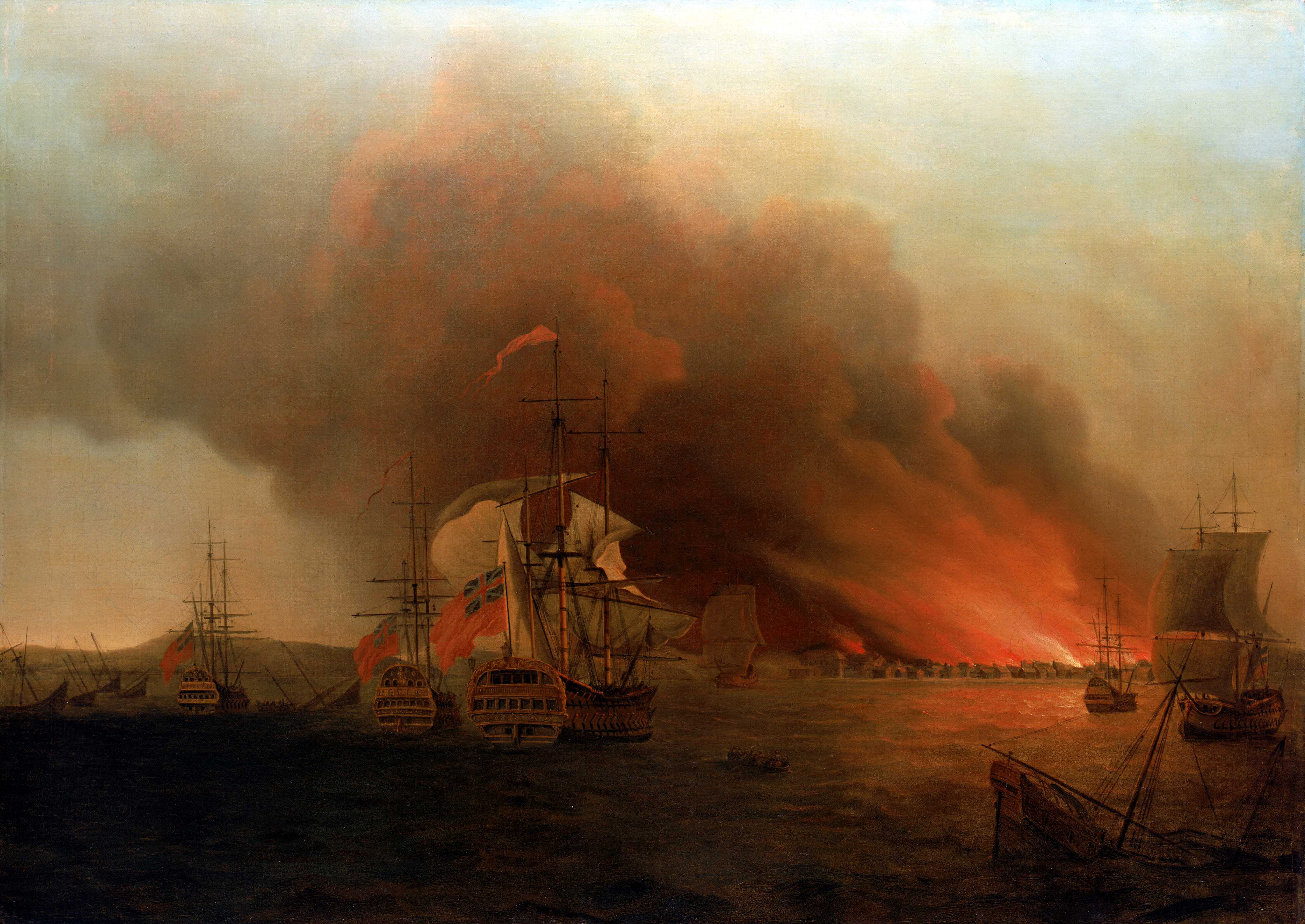
Brandschatzung von Paita durch George Anson 1741, Gemälde von Samuel Scott

Von 1578 bis 1588 war Paita die spanische Hauptstadt der peruanischen Nordwestküste. Wegen andauernder Überfälle englischer Piraten und Korsaren wurde die Hauptstadt jedoch in das heutige Piura verlegt. 1741 brandtschatze George Anson Paita.
Die Hafenstadt ist vielen Peruanern vor allem als Wohnsitz von Manuela Sáenz, der Geliebten des Befreiungshelden Simón Bolívar, bekannt.

## Verkehr
1875 ging ein erster Abschnitt der Bahnstrecke Paita–Piura in Betrieb. Im Salpeterkrieg (1879–1883) wurde sie zerstört und 1884 wieder in Betrieb genommen. Die Bahn wurde 1959 stillgelegt.
Vom 30. August 1891 bis in die späten 1920er-Jahre gab es in Paita eine Straßenbahnlinie.

## Hafen
Der vor allem für die Containerschifffahrt bedeutende Seehafen von Paita  ist – gemessen am Güterumschlag – Perus zweitgrößter Hafen, nach dem von Callao (Stand: 2018).
Paita ist einer der besten Naturhäfen an der peruanischen Küste, von hier gibt es regelmäßige Schiffsverbindungen nach Valparaíso und Panama.

## Feste
Am 24. September jeden Jahres wird eine Woche lang die Fiesta de Nuestra Señora de las Mercedes gefeiert, u. a. mit Wallfahrten zu Ehren der Jungfrau Maria.